# Torneo de Doha 2025
El Qatar ExxonMobil Open 2025 fue un evento de tenis de la categoría ATP Tour 500 que se disputó en Doha, Catar en el Khalifa International Tennis Complex desde el 17 hasta el 22 de febrero de 2025.

## Distribución de puntos
| Modalidad            | Campeón | Finalista | Semifinales | Cuartos de final | 2.ª ronda | 1.ª ronda | Clasificados | 2.ª ronda de clasificación | 1.ª ronda de clasificación |
| Individual masculino | 500     | 330       | 200         | 100              | 50        | 0         | 25           | 13                         | 0                          |
| Dobles masculino     | 500     | 300       | 180         | 90               | –         | –         | 45           | 25                         | 0                          |

## Cabezas de serie

### Individuales masculino
| Tenista            | Ranking | Preclasificado |
| Carlos Alcaraz     | 3       | 1              |
| Álex de Miñaur     | 6       | 2              |
| Novak Djokovic     | 7       | 3              |
| Daniil Medvédev    | 8       | 4              |
| Andrey Rublev      | 10      | 5              |
| Stefanos Tsitsipas | 11      | 6              |
| Grigor Dimitrov    | 13      | 7              |
| Jack Draper        | 15      | 8              |

- Ranking del 10 de febrero de 2025.[2]

### Dobles masculino
| Tenista                         | Ranking | Preclasificado |
| Marcelo Arévalo Mate Pavić      | 2       | 1              |
| Harri Heliövaara Henry Patten   | 7       | 2              |
| Kevin Krawietz Tim Puetz        | 13      | 3              |
| Simone Bolelli Andrea Vavassori | 13      | 4              |

## Campeones

### Individual masculino
Andrey Rublev venció a  Jack Draper por 7-5, 5-7, 6-1

### Dobles masculino
Julian Cash /  Lloyd Glasspool vencieron a  Joe Salisbury /  Neal Skupski por 6-3, 6-2